# Eurybia spectabilis
Eurybia spectabilis е вид тревисто растение от семейство Сложноцветни (Asteraceae). Видът е незастрашен от изчезване.

## Разпространение
Видът е разпространен по крайбрежните равнини в източната част на Северна Америка, от Масачузетс и Ню Йорк на север, до Южна Каролина, Джорджия и Алабама на юг. Среща се предимно в пясъчни почви на височина до 900 m над морското равнище.